# گرینویل، شهرستان مونرو، ویرجینیای غربی
گرینویل (به انگلیسی: Greenville) یک منطقهٔ مسکونی در ایالات متحده آمریکا است که در شهرستان مونرو، ویرجینیای غربی واقع شده‌است. گرینویل ۵۱۶٫۹۵ متر بالاتر از سطح دریا واقع شده‌است.